# 7285 Seggewiss
7285 Seggewiss (1990 EX2) là một tiểu hành tinh vành đai chính được phát hiện ngày 2 tháng 3 năm 1990 bởi E. W. Elst ở La Silla.